# Tûranor PlanetSolar

## Građa broda i tehničke karakteristike
Ovaj 31-metarski brod, katamaran, prekriven je s više od 500 četvornih metara solarnih ploča snage 93 kW koje opskrbljuju energijom i pogone dva elektromotora broda, svaki u svom trupu. Najveće je plovilo s takvim pogonom u svijetu, Sunčeva energija jedino mu je gorivo.  Energija se pohranjuje u litij-ionske baterije koje teže 8,5 tona te čine značajnu masu plovila. Autonomija rada za izostanka sunčeve svjetlosti je oko 3 dana.  
Oblik trupova, sličan podmornici irazito je hidrodinamičan i omogućava da brod dosegne brzine do 14 čvorova (26 km/h) ploveći tako da reže valove i time znatno smanjuje otpor. Zbog revolucionarnog dizajna i specifičnosti pogona broda, rađeni su mnogi modeli i eksperimenti na njima kako bi se odredile nabolje značajke za što aerodinamičniji i hidrodinamičniji oblik broda. Dizajn je pokazao nekoliko nedostataka tijekom plovidbe nemirnijim morima što je dovodilo do povremenih sidrenja i prekida putovanja. 
Konstrukciju je radio novozelandski dizajner Craig Loomes, koji radi na projektiranju najinovativnijih jahti na svijetu. Koristili su princip „rezanja” vodenih valova u odnosu na standardan pristup „jahanja” na valovima. Tako je otpor u vodi smanjen na minimum. Samu izradu uradili su njemački stručnjaci u Kielu, poznati su po izradi brodova suvremenom karbonskom „sendvič” tehnologijom, tj. koriste se karbonska vlakna izuzetne čvrstoće i male težine. U katamaran su ugrađena četiri elektromotora iz Švicarske, nove tehnologije i s optimiziranom maksimalnom iskoristivošću, maksimalne snage 2 x 60 kW, s po dva motora u oba trupa. Elektromotori su sinkroni te dizajnirani s permanentnim magnetima. Brodski vijci su izrađeni od karbonskih vlakana zbog čega su izuzetno otporni na koroziju koja je pojačana u uvjetima slane vode. Baterijska jedinica se sastoji od najnovijih litij-ionskih baterija, kapaciteta 2910 Ah, i naponom od 388 V. Baterije se mogu u potpunosti napuniti za dva dana.

## Put oko svijeta
Tûranor PlanetSolar je krenuo na put oko svijeta 27. rujna 2010. iz Monaka. Predviđeno je da prođe preko 40 000 kilometara i obiđe sve važnije svjetske luke, kako bi upozorio na isplativost ulaganja u obnovljive izvore energije. Nakon napuštanja luke u Monaku, brod je preko Atlantika krenuo u smjeru Panamskog kanala. Uslijedila je plovidba Tihim oceanom, Indijskim oceanom, te povratak u Sredozemlje Sueskim kanalom. Brod se, između ostalog, zaustavio u Miamiju, Cancúnu, San Franciscu, Sydneyu i Singapuru. Brod je imao šesteročlanu posadu. Kapetan ekspedicije bio je Francuz Patrick Marchesseau ali je u tijeku plovidbe doslo do smjene ( u Novoj Kaledoniji sredinom svibnja 2011), pa je Erwann Le Rouzic preuzeo dužnost kapetana i time podijelio veliku odgovornost upravljanja broda u teškim uvjetima. Ostali sudionici su bili Christian Ochsenbein ( Bern, Švicarska ) i Jens Langwasser ( Kiel, Njemačka )  kao i inicijator projekta, predsjednik i vođa ekspedicije, Raphaël Domjan ( Neuchatel, Švicarska ) .
Značajna stanica na ovom putovanju bila je Cancun, Meksiko, tijekom 2010. u vrijeme održavanja sjednice Ujedinjenih naroda o klimatskim promjenama. Medijska pozornost je gotovo čitavo vrijeme puta bila uperena u Turanor. 
Tijekom ekspedicije, Tûranor PlanetSolar srušio je dva rekorda :najbrži prelazak Atlantika te najduži put ikad prevaljen vozilom na solarni pogon. 
Tehnički problemi s propelerom broda prisilno su usidrili brod na dva tjedna tijekom putovanja u azijskim vodama.
Tûranor PlanetSolar vratio u Monaku, 4. svibnja 2012, nakon 584 dana plovidbe oko svijeta i time okončao dvije godine dug pothvat koji je privukao veliku pozornost svjetske javnosti na ulaganje u obnovljive izvore energije i očuvanje svjetskih mora .